# Константин Георгиев (агроном)
Вижте пояснителната страница за други личности с името Константин Георгиев.
Константин Ташков Георгиев е български агроном, един от най-видните български специалисти по земеделско опитно дело.

## Биография
Роден е в 1888 година в Скребатно, тогава в Османската империя, днес България. В 1911 година завършва гимназия в Самоков, а в 1917 година завършва земеделие в Държавния университет на щата Кентъки в САЩ. Георгиев специализира в университета в Чикаго почвена бактериология в периода 1918 - 1919 година. След това започва работа като агроном на Аязмото в Стара Загора, където работи от 1921 до 1922 година. Последователно Георгиев работи като агроном към Държавната земеделска опитна станция в Садово в периода 1923 - 1924 година и от 1 януари 1925 до пенсионирането си в 1944 година е ръководител на Държавното опитно поле по етеричните и медицински растения в Казанлък.
Константин Георгиев работи извънредно по земеделското опитно дело и по-точно по етеричните и медицинските култури, предимно по маслодайната роза, като е един от най-видните български специалисти. Георгиев постига значителни резултати по време на 12 години в опитното поле на Казанлък относно подобрението на културата на маслодайната роза и по въвеждането и разпространяването на отглеждане на нови медицински и етерични култури. Член е на Дружеството на опитниците в България, Дружеството на агрономите в България и други. Умира на 11 ноември 1977 година.

## Трудове
Георгиев допринася значително като книжовник в земеделско-стопанската област. Той сътрудничи на специализираните списания „Борба“, „Земеделие“, „Земеделска практика“, „Казанлъшка искра“, „Семепроизводство“ и други. Пише научно-приложни, стопански и технически статии. Сред трудовете му в Издание на Държавното опитно поле по розовата култура са:
- „Маслодайната роза и нейното отглеждане“, Казанлък 1928.
- „Кога и как да пръскаме розите“, София, 1929.
- „Далматинската хризантема (пиретрум)“, Казанлък, 1933.
- „Опити с кулрутната мента“, Казанлък, 1933.
- „Пиретрумът“, Казанлък, 1933.
- „Културната мента и нейното отглеждане“, Казанлък, 1933.
- „Практическо ръководтсво по новите култури“, Пловдив, 1933.
- „Вкореняване на маслодайната роза“, Казанлък, 1936.
- „Лавандула“, Казанлък, 1938.
- „Отглеждане и събиране на медицински и етерични растения у нас“, Казанлък, 1940.